# Ponedera
Ponedera est une municipalité située dans le département d'Atlántico, en Colombie.

## Démographie
Selon les données récoltées par le DANE lors du recensement de la population colombienne en 2005, Ponedera compte une population de 18 430 habitants.

## Liste des maires
- 2016 - 2019 : Vanesa Bolívar Martínez
- 2020 - 2023 : Diana Carolina Martínez